# L'illusionniste double et la tête vivante
L'illusioniste double et la tête vivante  è un cortometraggio francese del 1900, diretto da Georges Méliès.

## Trama
Un paiolo appeso al focolare si trasforma in un illusionista che per prima cosa sdoppia sé stesso: le due repliche si siedono su due sgabelli e uno di essi pone sul tavolo in mezzo a loro una testa finta di donna, che poi diviene una testa vivente ma senza corpo. Fanno poi apparire la donna tutta intera e mentre i due illusionisti stanno per baciarla, ognuno su una guancia, appare un figuro in costume che fa scomparire la donna e mette in fuga i due uomini. Toltosi il costume costui si rivela essere una terza replica dell’illusionista doppio.